# Saint-Geniès-de-Comolas
Saint-Geniès-de-Comolas – miejscowość i gmina we Francji, w regionie Oksytania, w departamencie Gard. Nazwa miejscowości pochodzi od imienia św. Genezjusza.
Według danych na rok 1990 gminę zamieszkiwały 1413 osoby, a gęstość zaludnienia wynosiła 171 osób/km² (wśród 1545 gmin Langwedocji-Roussillon Saint-Geniès-de-Comolas plasuje się na 263. miejscu pod względem liczby ludności, natomiast pod względem powierzchni na miejscu 841.).